# Babušnica
Babušnica (serbocroata cirílico: Бабушница) es un municipio y villa de Serbia perteneciente al distrito de Pirot.
En 2011 su población era de 12 307 habitantes, de los cuales 4601 vivían en la villa y el resto en las 52 pedanías del municipio. La mayoría de los habitantes del municipio son étnicamente serbios (10 933 habitantes), con minorías de búlgaros (633 habitantes) y gitanos (244 habitantes).
Se ubica unos 15 km al suroeste de la capital distrital Pirot.

## Pedanías
| - Aleksandrovac - Berduj - Berin Izvor - Bogdanovac - Bratiševac - Brestov Dol - Vava - Valniš - Veliko Bonjince - Vojnici - Vrelo - Vuči Del - Gornje Krnjino - Gornji Striževac | - Gorčinci - Grnčar - Dol - Donje Krnjino - Donji Striževac - Draginac - Dučevac - Zavidince - Zvonce - Izvor - Jasenov Del - Kaluđerovo - Kambelevci - Kijevac | - Leskovica - Linovo - Ljuberađa - Malo Bonjince - Masurovci - Mezgraja - Modra Stena - Našuškovica - Ostatovica - Preseka - Provaljenik - Radinjinci - Radosinj - Radoševac | - Rakita - Rakov Dol - Raljin - Resnik - Stol - Strelac - Studena - Suračevo - Crvena Jabuka - Štrbovac |